# Werner Kindt
Werner Kindt (* 5. Juli 1898 in Stralsund; † 2. Januar 1981 in Hamburg) war ein deutscher Journalist. Er engagierte sich während der Weimarer Republik in führenden Positionen in der bündischen Jugendbewegung und gab nach dem Zweiten Weltkrieg die dreibändige „Dokumentation der Jugendbewegung“ heraus, die lange als Standardwerk galt. Kindt wurden zuletzt aber nicht nur eine einseitige Auswahl der Quellen, sondern auch bewusste Manipulationen nachgewiesen.

## Leben
Kindt ging in Hamburg und Lübeck zur Schule. 1909 trat er in Hamburg in den Alt-Wandervogel ein, 1912 in den Wandervogel e. V. 1914 bis 1916 volontierte er bei einer Hamburger Versicherung. Ab Januar 1917 kämpfte er im Ersten Weltkrieg. Er geriet am 20. November 1917 während der Schlacht von Cambrai in britische Kriegsgefangenschaft. Während seiner Gefangenschaft war er Dolmetscher und Lagerleiter im Kriegsgefangenenlager.
Ende 1919 kehrte Kindt nach Hamburg zurück und nahm dort ein Studium der Pädagogik und Volkswirtschaft auf. Zwischenzeitlich studierte er auch in Marburg, brach das Studium aber ab, um Journalist zu werden. 1920 trat er in den Bund Deutscher Wanderer ein, vor allem aber engagierte er sich im Wandervogel e. V. Hier war er Gauleiter Niederelbe und Mitglied der Bundesleitung. Nach der Auflösung des Wandervogels gründete er den Wandervogel, Gau Nordmark, der sich 1923 in das Bündnis freier Wandervögel integrierte. Über den Wandervogel, Deutscher Jugendbund, den er in den Bund der Wandervögel und Pfadfinder integrierte, gelangte Kindt schließlich zur Deutschen Freischar. Er vertrat die Deutsche Freischar im sogenannten „Spandauer Kreis der Bündischen Jugend“, einem Kontaktausschuss, der auf Initiative Heinz Dähnhardts (Jungnationaler Bund) entstanden war. Kindt war auch maßgeblich an der Gründung der Bündischen Gesellschaft Berlin 1929 beteiligt, einer weiteren überbündischen Initiative, die politische Veranstaltungen mit Referenten wie Adolf Reichwein und Hans Zehrer durchführte. Schließlich gehörte er zu den Gründern der Politischen Gilde der Deutschen Freischar, die der politischen Schulung des Bundes dienen sollte.
Kindt arbeitete in dieser Zeit in maßgeblichen Presseorganen der Jugendbewegung als Journalist und Herausgeber. 1926 gründete er den bündischen Zeitungsdienst Wille und Werk, den er auch herausgab. Von 1927 bis 1931 war er außerdem als Nachfolger Friedrich Fuldas Schriftleiter des Zwiespruch. Wochenzeitung der deutschen Jugendbewegung, einer überbündischen Publikation, die Wanderromantik, Lebensreform und nationalkonservative bzw. nationalrevolutionäre politische Ansätze miteinander verband. 1930/31 gab er die Feuilletonkorrespondenz Volk von morgen heraus.
Kindt engagierte sich im September 1930 für die Umwandlung der DDP zur Deutschen Staatspartei. Die Deutsche Freischar hatte sich erst wenige Monate zuvor mit dem Großdeutschen Jugendbund (GDJ) verbündet. Dass Kindt und ein weiteres führendes Mitglied der Deutschen Freischar den Aufruf zur Parteigründung unterzeichnet hatten, bildete den Anlass zum Bruch zwischen der „alten“ Deutschen Freischar und dem GDJ.
Nach der nationalsozialistischen Machtergreifung gehörte Kindt zu denjenigen maßgeblichen Führern der bündischen Jugend, die versuchten, die bündische Jugend als Wegbereiterin und Vorläuferin der Hitlerjugend darzustellen. Kindt verfasste einen Beitrag zu dem von Will Vesper herausgegebenen Sammelband Deutsche Jugend (1934) und übernahm dessen Redaktion. Er rechtfertigte seine Mitarbeit nach dem Zweiten Weltkrieg damit, dieser Sammelband sei eigentlich ein „echtes Widerstandsdokument“ gewesen. Man habe ein Buch zur Geschichte der bürgerlichen Jugendbewegung veröffentlichen wollen und es lediglich aus Gründen der „Tarnung“ mit einem Lob der Hitlerjugend durch Hans Friedrich Blunck enden lassen. Aus heutiger Sicht wird das Buch indes als „Dokument […] der Anpassungsbereitschaft der Jugendbewegung“ bewertet.
Im Januar 1934 trat Kindt dem Reichsbund Volkstum und Heimat bei, in dessen Rahmen er – nach eigenen Angaben nach Konflikten mit der Hitlerjugend und der Reichsjugendführung – seinen Jugendpressedienst Wille und Werk als Pressedienst der Deutschen Jungmannschaft herausgab. In dem von Rudolf Heß protegierten Reichsbund sammelten sich Bündische, die dem Nationalsozialismus kritisch gegenüberstanden, ohne ihn grundsätzlich zu bekämpfen. Inhaltlich versuchte Wille und Werk, die Integration der bündischen Jugend in den Nationalsozialismus zu legitimieren. Am 4. Januar 1934 schrieb Kindt: „Die einstigen Angehörigen der Bündischen Jugend sind sehr dankbar und froh, daß diese Synthese dank dem Siege der nationalsozialistischen Revolution im neuen Reich möglich geworden ist.“ Kindts Haltung wird von Matthias von Hellfeld als „resignierte Selbstaufgabe“ beschrieben.

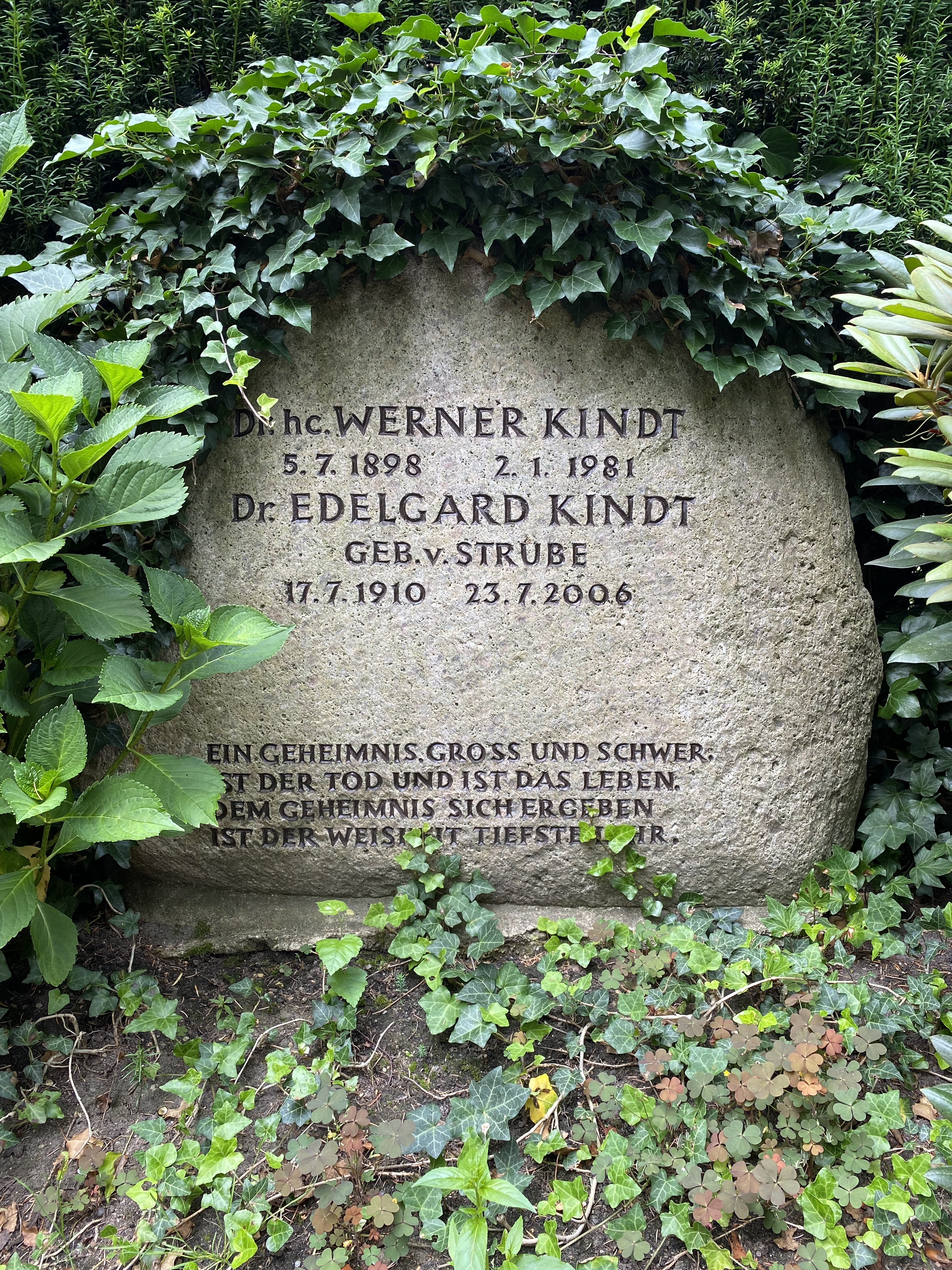
Grabstätte

Nach der Auflösung des Reichsbundes im Februar 1935 machte sich Kindt selbständig und kaufte den Berliner Kulturpolitischen Dienst. Im Oktober 1936 wurde er nach eigenen Angaben enteignet, während der NS-Studentenbund seine beiden Pressedienste stilllegte. In welchem Maße Kindt tatsächlich unter Druck gesetzt wurde, lässt sich nicht mehr einwandfrei klären. Zwischen 1937 und 1940 verdiente sich Kindt seinen Lebensunterhalt als freiberuflicher Journalist. 1940 trat er in die Zentralredaktion des deutschen Nachrichtenbüros für Übersee Transocean ein, wo er bis zum Ende des Krieges als Übersetzer arbeitete.
Nach dem Kriegsende kehrte Kindt nach Hamburg zurück und übernahm im Mai 1945 in Hamburg die Leitung eines Jugendheims für heimatlose, in der Regel aus der Wehrmacht entlassene Jugendliche aus den deutschen Ostgebieten. 1946 wurde er Referent für volkskulturelle Arbeit bei der Hamburger Kulturbehörde. 1947 gehörte er zu den Gründern des Freideutschen Kreises, einer Sammelorganisation für ehemalige Mitglieder der bündischen Jugendbewegung, und wurde Schriftleiter der Freideutschen Blätter, später des gemeinsamen Nachrichtenblattes der Freideutschen Kreise und der Vereinigung Jugendburg Ludwigstein. Schließlich übernahm er 1950 die Leitung der Pressestelle des Landesarbeitsamtes Hamburg und wurde 1951 außerdem pädagogischer Leiter des Arbeitslosenbildungswerkes Hamburg.
Werner Kindt verstarb im Alter von 82 Jahren in Hamburg. Seine letzte Ruhestätte fand er auf dem Nienstedtener Friedhof.

## Die „Dokumentation der Jugendbewegung“
1958 hatte der Freideutsche Kreis Hamburg das „Gemeinschaftswerk Dokumentation der Jugendbewegung“ gegründet, um den lange gehegten Plan zu verwirklichen, ein eigenes Werk zur Geschichte der Jugendbewegung in Form von Quellenbänden zu veröffentlichen. Zur Begleitung wurde eine Wissenschaftliche Kommission, zunächst unter der Leitung Theodor Schieders, dann Günther Franz’ bestellt. Kindt, der sich im Vorfeld sehr für dieses Vorhaben engagiert hatte, wurde mit der Edition der Quellensammlung beauftragt und gewann Theodor Wilhelm für die Einleitung. Zwischen 1963 und 1974 erschien in drei Bänden die Dokumentation der Jugendbewegung, die immer noch als Nachschlagewerk zur Geschichte der Jugendbewegung dient und zugleich Selbstdarstellung derselben ist. Kindt erhielt für seine Arbeit die Ehrendoktorwürde der philosophischen Fakultät der Universität Hamburg.
Von Anfang an handelte es sich um „ein Projekt der Öffentlichkeitsarbeit der Jugendbewegten für ihre Bewegung, mit der die eigenen Erfahrungen organisiert und institutionalisiert werden sollten.“ Seit dem Ende der 1950er Jahre war die Jugendbewegung vor allem von dem Publizisten Harry Pross wegen ihrer Ablehnung der Weimarer Republik kritisiert worden. Kindt rechtfertigte die Haltung der Jugendbewegung damit, dass Staat und Parteien seinerzeit „verkalkt“ gewesen seien. Auch Karl Otto Paetel hatte auf die Zustimmung mancher bündischer Jugendführer zum Nationalsozialismus und nicht zuletzt auf Kindts Ergebenheitsadressen in Wille und Werk hingewiesen. Gegenüber solcher Kritik organisierte Kindt die Edition so, dass die beteiligten Akteure der bürgerlichen Jugendbewegung nicht mehr angreifbar erschienen. Den beteiligten Akteuren der Jugendbewegung gelang es, so Ann-Katrin Thomm, „[a]ls ‚Erinnerungskartell‘ […] mit Hilfe der Quelleneditionen die Erinnerungen an die bürgerliche Jugendbewegung zu organisieren und institutionalisieren. […] Es gelang ihnen, der Nachwelt ein Denkmal für die bürgerliche Jugendbewegung und ihre Repräsentanten zu hinterlassen.“
Kindts Edition von Dokumenten und Schriften der Jugendbewegung provozierte gleichwohl bald scharfe Kritik. Es wurde die Frage aufgeworfen, warum Kindt nur bereits veröffentlichte Quellen edierte, statt auch archivalische Quellen heranzuziehen. Außerdem wurden gerade Vertreter des linken Spektrums der Jugendbewegung vermisst, etwa Max Hodann und seine Centralarbeitsstätte für Jugendbewegung. Der Historiker Michael H. Kater argwöhnte bereits 1977, „daß Kindt […] vom Wunsche nach Selbstdarstellung einer Jugend geleitet gewesen sein muß, der er schließlich selber angehört hat und mit der er sich auch heute noch so kritikunwillig wie die meisten seiner Bundesbrüder identifiziert.“ Er warnte außerdem, dass Kindt schon in seinem Zeitungsdienst Wille und Werk nachweislich nicht immer sauber ediert habe.
Der Sozialpädagoge Christian Niemeyer hat Kindt inzwischen tatsächlich zielgerichtete und absichtliche Kürzungen bzw. Manipulationen der Quellen nachgewiesen. Bereits bekannt war, dass Kindt frühe Dokumente der Jugendbewegung de facto zensierte, etwa indem er zwar die Vorworte verschiedener Ausgaben der populären Liedersammlung Der Zupfgeigenhansl publizierte, aber das „Bekenntnis zur Nation“ in der Kriegsausgabe unterschlug. Weitere Belege tendenziösen Arbeitens findet Niemeyer in der durch Verkürzung schönfärberischen Darstellung von Repräsentanten des rechten Spektrums wie etwa des völkischen antisemitischen Schriftstellers Hermann Burte. Als allenfalls beiläufig bzw. irreführend bezeichnet er Kindts Anmerkungen zum völkischen Flügel der Jugendbewegung, etwa zum Bund Artam und zum Gründer des Hakenkreuz-Verlages, Bruno Tanzmann, oder das Verschweigen von Willibald Hentschel. Sinnentstellende Zitierweise zeigt Niemeyer am Beispiel antisemitisch motivierter Kritik auf, die der Reformpädagoge Karl Wilker und der Wiener Lehrer Bruno Immendörffer 1913/14 in der Wandervogelführerzeitung an Gustav Wyneken und Siegfried Bernfeld übten. Kindt sparte nämlich in seinem Wiederabdruck 1968 deren Formulierung aus, der „Kreis um Wyneken“ sei „eine Organisation zur Bekämpfung und Austilgung deutscher sittlicher Werte“ und den Ausspruch, Bernfeld erhebe „wohl selbst nicht den Anspruch, als Deutscher zu gelten“. Niemeyer kommt zu dem Schluss, die Kindt-Edition sei nur mit größter Vorsicht zu konsultieren.

„Was Kindt mit seiner Art der Materialaufbereitung also beabsichtigte, scheint eindeutig: Er bagatellisierte – unter Beihilfe seiner Zuarbeiter – systematisch die völkischen Motive in der Vorkriegsjugendbewegung und ließ die gleichermaßen deutschtümelnden wie aggressiv antisemitischen Motive der Wyneken- wie Bernfeld-Kritiker möglichst unkenntlich werden.“

Niemeyer interpretiert die Dokumentation daher als den Versuch, gerade gegenüber Kritikern wie Walter Laqueur, Karl Otto Paetel und Harry Pross ein politisch geschöntes Bild der Jugendbewegung zu hinterlassen: „Kindt hatte, und sei es nur mittels kluger Textselektion, den zweiten Band seiner Dokumentation so frisiert, dass Deutungen wie jene von Laqueur oder Pross für die Zukunft unmöglich waren.“ Niemeyer fordert stattdessen, dass der „präfaschistische Dschungel“ (Uwe Puschner) auch bei der Jugendbewegung in die Darstellung und Analyse einbezogen werden müsse.

## Schriften
- Das Zeltlagerbuch des Wandervogels, Gau Nordmark. Hrsg. von Werner Kindt. Der Weiße Ritter, Potsdam 1925.
- Vom Sturm und Drang des Nachkriegswandervogels. Ein Beitrag zur Bundesgeschichte des E.V., [Hamburg-Fuhlsbüttel] 1926.
- Wider den Strom. Geschichten aus dem jungen Wandervogel. Greifenverlag, Rudolstadt in Thüringen 1927.
- Volk von morgen. Zwiespruchverlag, (Rudolstadt 1929–1930).
- Akademisches Proletariat. In: Gewerkschaftliche Monatshefte, Jg. 2 (1951), H. 6, S. 325–330.
- Fünf Jahre Arbeitslosen-Bildungswerk, Hamburg. Ein Rechenschaftsbericht unter Mitwirkung zahlreicher Mitarbeiter des Werkes herausgegeben von Werner Kindt. Stichnote, Hamburg 1955.
- Lebenskunde und Menschenführung im Arbeitslosen-Bildungswerk Hamburg. In: Kulturarbeit.7, Nr. 12 1955, S. 232–235.
- Freideutscher Kreis Hamburg e.V. Freideutscher Kreis Hamburg e. V., Hamburg 1956.
- Hans Dehmel, Heinz Gruber und Werner Kindt: Pressespiegel des Meissnertages. 1963. Für den Hauptausschuss des Meissnertages in Zusammenarbeit mit Hans Dehmel und Heinz Gruber hrsg. von Werner Kindt. [München] 1964.
- und Karl Vogt (Hrsg.): Der Meissnertag 1963. Reden und Geleitworte. Diederichs, Düsseldorf 1964.
- (Hrsg.): Hermann Schafft. Ein Lebenswerk. Stauda, Kassel 1966.
- (Hrsg.): Dokumentation der Jugendbewegung. 3 Bände:
  - Band I: Grundschriften der deutschen Jugendbewegung. Diederichs, Düsseldorf 1963
  - Band II: Die Wandervogelzeit. Quellenschriften zur deutschen Jugendbewegung 1896 bis 1919. Diederichs, Düsseldorf 1968
  - Band III: Die deutsche Jugendbewegung 1920 bis 1933. Die Bündische Zeit. Diederichs, Düsseldorf 1974. ISBN 3-424-00527-4.